# Boleszewo

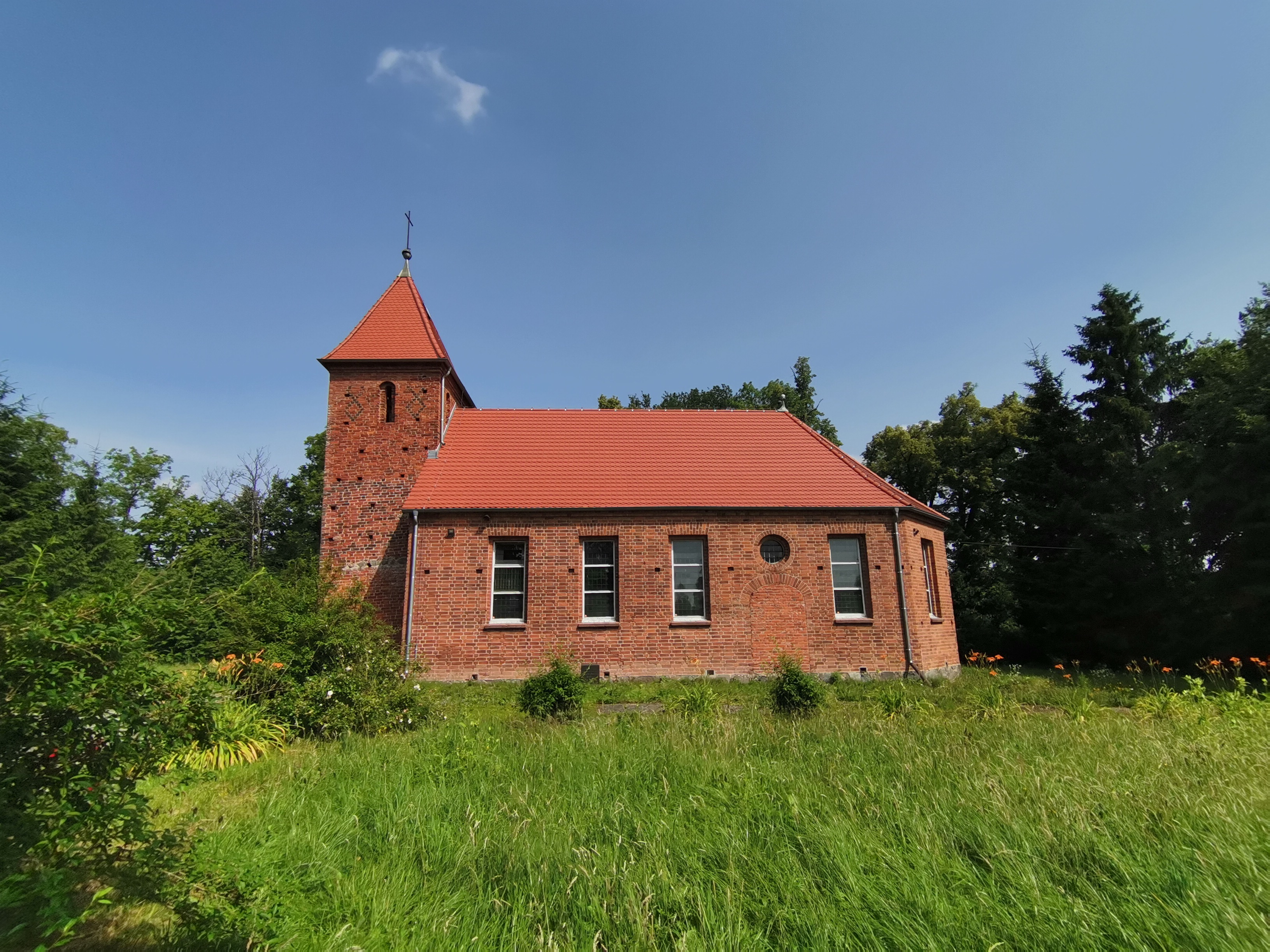
Dorfkirche (bis 1945 evangelisch)

Boleszewo (deutsch Rötzenhagen) ist ein Dorf in der Gmina Sławno (Gemeinde Schlawe) im Powiat Sławieński (Schlawer Kreis) der polnischen Woiwodschaft Westpommern.

## Geographische Lage
Das Kirchdorf liegt in Hinterpommern, sieben Kilometer nordwestlich von Sławno (Schlawe) und 18 Kilometer von der Ostseeküste entfernt.
Die Gemarkung der Ortschaft ist in die ebene Landschaft nördlich des Tals der Grabowa (Grabow) eingebettet und wird im Norden von der Moszczenica (Motze) begrenzt.
Nachbarorte sind im Norden Stary Jarosław (Alt Järshagen), im Osten Sławno (Schlawe), im Süden Rzyszczewo (Ristow) und Rzyszczewko (Neu Ristow) sowie im Westen Karwice (Karwitz) und Słowino (Schlawin).

## Ortsname
Die Herkunft des deutschen Ortsnamens Rötzenhagen ist unklar. Die Namensendung „-hagen“ weist auf einen eingehegten oder umfriedeten Ort hin. Vielleicht leitet sich der Name von einem – heute nicht belegbaren – Personennamen ab wie Rutz (=Rudolf) und bedeutet sinngemäß Rodungsplatz des Rudolf.

## Geschichte

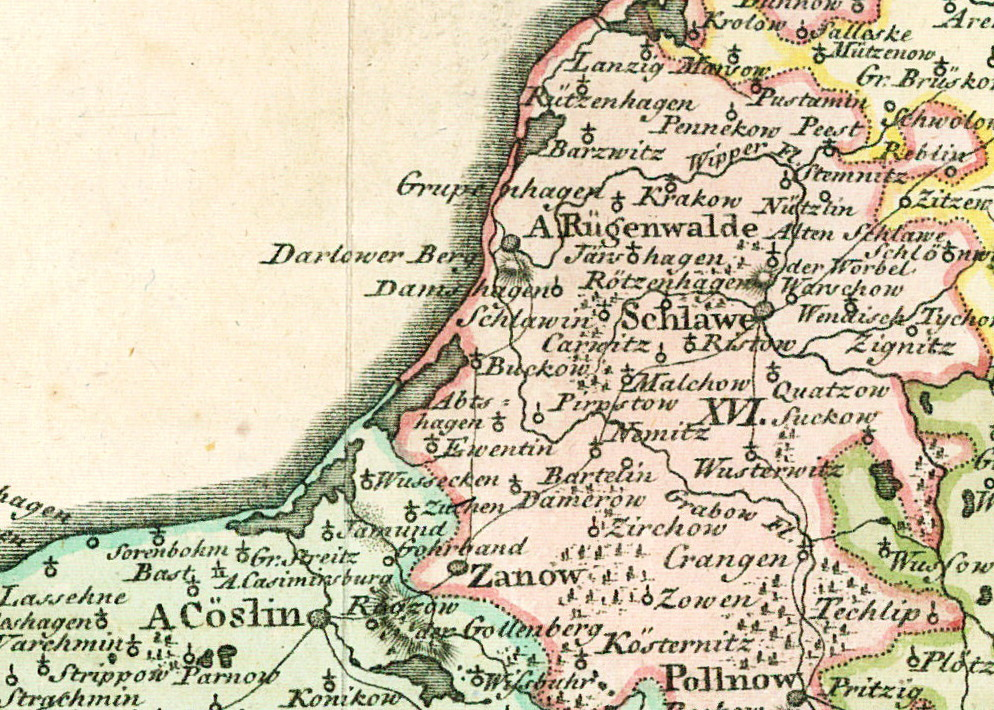
Rötzenhagen an der rechten Seite der Motze, zwischen der Stadt Schlawe und dem westlich von ihr, näher an der Ostsee gelegenen Kirchdorf Schlawin an der linken Seite des Flüsschens, auf einer Landkarte von 1794

Rötzenhagen war ursprünglich als Hagenhufendorf angelegt worden.
Der Name Rötzenhagen fällt erstmals in einer Urkunde des Jahres 1575, mit der Herzog Johann Friedrich von Pommern-Stettin Mitgliedern der Familie Natzmer ihre Besitzungen bestätigte. Dabei bezog er sich auf einen Lehnsbrief von 1512, in dem denselben Personen und auch anderen Besitz und Rechte in Rötzenhagen bescheinigt wurden.
In den Folgejahren war Rötzenhagen von einem Bauerndorf zu einem Gutsdorf geworden. Herr der drei Rötzenhagener Gutshöfe war die Familie Natzmer. 1622 wurde ein Gut, das spätere Gut A, an Philipp von Steinkeller verkauft. Im 18. Jahrhundert war Rötzenhagen B ein Vorwerk, und Rötzenhagen C bestand aus drei Bauernhöfen; in den drei Ortsteilen waren Familien sesshaft, deren Söhne gewöhnlich die Offizierslaufbahn einschlugen.
Während des 18. und 19. Jahrhunderts befanden sich alle drei Güter A, B und C in raschem Besitzwechsel der Familien Natzmer, Steinkeller, Bandemer,  Schmeling, Petersdorff, Massow, Krüger, Wetzel und Wally. Rötzenhagen B gehörte von 1766 bis 1773 Ewald Georg von Natzmer, der Präsident des Lauenburger Tribunals war. Nach seinem Tode wurde ein Konkursverfahren eröffnet, in dessen Rahmen Rötzenhagen B der Familie Natzmer verloren ging. Rötzenhagen C gehörte von 1780 bis 1810 dem Landrat Gabriel Otto von Schmeling. Durch Verkäufe schrumpfte der Umfang zweier Güter bis zum Ende des Ersten Weltkrieges auf die Größe von zwei Bauernhöfen. 1935 geriet das letzte Gut in Schwierigkeiten und wurde verkauft.
Im Jahre 1818 hatte Rötzenhagen 242 Einwohner. Ihre Zahl stieg bis 1864 auf 568, stand 1895 bei 526 und betrug 1939 noch 483. 1925 lebten in Rötzenhagen 546 Einwohner, die auf 104 Haushaltungen verteilt waren. Um 1935 hatte Rötzenhagen unter anderem einen Gasthof, einen Gemischtwarenladen, eine Mühle, zwei Schmieden und eine Stellmacherei.
Im Jahr 1939 betrug die Gesamtfläche der Gemarkung Rötzenhagen 1150 Hektar, wovon ca. 80 % Ackerland, 15 % Weideland (inklusive Große Wische) und 3 % Wald waren. Die Gemeinde war in vier Wohnorte aufgeteilt:
- Gut Rötzenhagen A und D
- Gut Rötzenhagen B
- Gut Rötzenhagen C
- Rötzenhagen

Auf die Güter B und C entfielen 137 Hektar bzw. 76 Hektar. Auf der Gemeindefläche standen insgesamt 81 Wohnhäuser, und es gab insgesamt 71 landwirtschaftliche Betriebe. Einige Rötzenhagener Bauern pflegten ihre selbst hergestellten Fleisch- und Wurstwaren zur Haltbarmachung in die Räucherhäuser des Nachbarorts Schlawin zu bringen.
Bis 1945 gehörte Rötzenhagen mit Ristow und Schmarsow zum Amtsbezirk Ristow, zum Standesamt Ristow und zum Amtsgerichtsbezirk Schlawe im Landkreis Schlawe i. Pom. im Regierungsbezirk Köslin der Provinz Pommern im Deutschen Reich.
Vor Ende des Zweiten Weltkriegs hatte Rötzenhagen in der Nacht vom 5. März 1945 um 2 Uhr einen Räumungsbefehl erhalten. Am 6. März zog der Treck der Dorfbewohner mit Pferde-Fuhrwerken zunächst in Richtung Schlawe, bog dann auf der Alt Krakower Chaussee in Richtung Ostsee ab, weil die Flucht über die zugefrorene Ostsee versucht werden sollte, und kam bis Scheddin. Da die Rote Armee inzwischen Kolberg erreicht hatte, musste der Fluchtplan jedoch aufgegeben werden, und die Dorfbewohner traten nach vier Tagen Aufenthalt die Heimreise an. Auf dem Heimweg kamen ihnen sowjetische Truppen entgegen, die sie zum Teil ausplünderten und ihnen die Pferde ausspannten. Nachdem in Rötzenhagen noch am 6. März einige deutsche Soldaten gekämpft hatten, wobei elf von ihnen um die Kirche herum fielen, wurde die Ortschaft am 7. März 1945 von Truppen der Roten Armee besetzt. Es kam zu leidvollen Geschehnissen mit Verschleppung, Evakuierung und Drangsalierungen der einheimischen Bevölkerung.
Nachdem ganz Hinterpommern nach Kriegsende seitens der Sowjetunion der Volksrepublik Polen zur Verwaltung überlassen worden war, wurden die sowjetischen Landwirtschaftsbetriebe allmählich aufgelöst. Auf Anordnung der polnischen Verwaltung musste am 14. Dezember 1946 ein großer Teil der Bevölkerung innerhalb kurzer Zeit mit Handgepäck das Dorf verlassen und sich in Schlawe bei eisiger Kälte auf einem alten Getreidespeicher versammeln. Einzelne Personen wurden auf dem Speicher von den Polen aussortiert und wieder nach Rötzenhagen zurückgeschickt, wo sie auf ihren Höfen Zwangsarbeit zu leisten hatten. Nachdem die Dorfbewohner auf dem Speicher in Schlawe von den Polen nochmals ausgeplündert wurden, trieb man sie mit ihrem restlichen Handgepäck im Schnee zum Bahnhof, um sie für den Weitertransport nach Stettin in Massen in teils offene Güterwaggons einzupferchen (oft bis zu 50 Personen mit Gepäck und Kindern). Während der Fahrt nach Stettin wurde mehrmals die Lokomotive abgekuppelt, und der Zug stand dann tagelang auf freier Strecke. Personen, die den Transport nicht überlebten (insbesondere ältere Menschen, Kranke und Kinder), wurden an den Haltestellen auf bereitgestellte Karren gelegt, abtransportiert und irgendwo begraben. Am zweiten Weihnachtstag 1946 erhielten weitere Dorfbewohner den Räumungsbefehl; sie wurden zu dem Zwischenlager in Schlawe gebracht und nach drei Tagen vom Bahnhof Schlawe aus in offenen Güterwaggons abtransportiert und über Stargard in Pommern in Richtung Westen abgeschoben. Das erlaubte Handgepäck durfte 40 kg pro Person nicht überschreiten.
Es blieben nur noch drei deutsche Familien in Rötzenhagen zurück, die erst im Juni 1947 ausreisen durften.
Rötzenhagen wurde in Boleszewo umbenannt. Der Ort ist heute ein Teil der Gmina Sławno im Powiat Sławieński der Woiwodschaft Westpommern. Bis 1998 gehörte er zu der damaligen Woiwodschaft Słupsk.
Die vertriebenen Rotzenhäger führen seit 1986 in Westdeutschland Dorftreffen durch. Zum ersten Treffen kamen 115 Teilnehmer, zuletzt nimmt die Teilnehmerzahl durch Tod und Krankheit ab.

### Demographie
| Jahr | Einwohner | Anmerkungen |
| ---- | --------- | --- |
| 1818 | 242       | Kirchdorf und drei Vorwerke |
| 1864 | 568       | am 3. Dezember, Gemeindebezirk mit den drei Gutsbezirken Rötzenhagen A, B und C |
| 1867 | 370       | am 3. Dezember, ohne den Gutsbezirk Rötzenhagen A und D mit 71 Einwohnern, den Gutsbezirk Rötzenhagen B mit 93 Einwohnern und den Gutsbezirk Rötzenhagen C mit 44 Einwohnern, sämtlich Evangelische |
| 1871 | 356       | am 1. Dezember, ohne den Gutsbezirk Rötzenhagen A und D mit 71 Einwohnern, den Gutsbezirk Rötzenhagen B mit 86 Einwohnern und den Gutsbezirk Rötzenhagen C mit 42 Einwohnern, sämtlich Evangelische |
| 1910 | 353       | am 1. Dezember, ohne die drei Rittergüter Rötzenhagen A und D mit 82 Einwohnern, Rötzenhagen B mit 65 Einwohnern und Rötzenhagen C mit 43 Einwohnern                                                |
| 1933 | 488       | [ 16 ] |
| 1939 | 483       | [ 16 ] |

## Ortsgliederung
Eine ältere und eine neuere Siedlung gehören zu der Ortschaft:
1. Grünheide (polnisch: Łany), südlich gelegen, gegründet 1820, vor 1945 insgesamt 19 Häuser mit einer Dorfschmiede
2. Boleszewo-Kolonia (Kolonie Rötzenhagen), nach 1945 entstanden.

## Kirche

### Dorfkirche

Kirchengebäude (Aufnahme von 2008)

Das aus der Zeit um 1500 stammende Kirchengebäude war bis 1915 ein einfacher Fachwerkbau mit polygonalem Chor. Der Turm mit rundbogig geschlossenen Schallöffnungen und seitlichen Rautenmustern sowie die Westwand des Schiffes waren in Ziegeln gemauert und könnten aus einem Vorgängerbau entnommen worden sein.
Im Jahre 1915 wurde das spätmittelalterliche Kirchenschiff auf gleichem Grund aus Ziegeln erneuert. Der Innenraum erhielt vom Maler und Bildhauer Groß aus Stolp eine neue Gestaltung. Zur Wiedereröffnung der Kirche 1916 wurde erstmals eine Orgel angeschafft.
Von der Reformation bis 1945 war die Rötzenhagener Kirche ausschließlich evangelischen Gottesdiensten vorbehalten. Nach 1945 wurde das Kirchengebäude zugunsten der Römisch-katholischen Kirche in Polen entschädigungslos zwangsenteignet.

### Kirchspiel bis 1945
In Rötzenhagen waren die Einwohner vor 1945 überwiegend evangelisch. Im Jahr 1925 hatte der evangelische Bevölkerungsanteil 99,5 % betragen. Das Dorf bildete eine selbständige Kirchengemeinde, die jedoch seit ihren Anfängen eine Filialgemeinde im Kirchspiel Altristow war. Es lag im Kirchenkreis Schlawe der Kirchenprovinz Pommern der Kirche der Altpreußischen Union. Letzter deutscher Geistlicher war Pfarrer Paul Meyer. Der Bestand an Kirchenbüchern reichte bis 1847 zurück.
Das katholische Kirchspiel war in Stolp.

### Kirchspiel seit 1946
Von den seit 1945 und Vertreibung der Einheimischen hier lebenden katholischen Polen wurde die beschlagnahmte Dorfkirche am 8. Mai 1947 als Marienkirche neu geweiht. Heute leben im Ort überwiegend römisch-katholische Einwohner. Das Dorf ist jetzt – wie auch der Nachbarort Karwice (Karwitz) – eine Filialgemeinde in der Parochie Słowino (Schlawin). Sie liegt im Dekanat Darłowo (Rügenwalde) im Bistum Köslin-Kolberg der Katholischen Kirche in Polen. 
Die wenigen hier heute lebenden evangelischen Kirchenglieder gehören zum Kirchspiel Koszalin (Köslin) in der Diözese Pommern-Großpolen der Evangelisch-Augsburgischen Kirche in Polen.

## Schule

### Schulgeschichte
Das Rötzenhagener Schulgebäude wurde 1926/1927 errichtet. Es besaß zwei Klassenzimmer und zwei Lehrerwohnungen mit dazugehörigen Wirtschaftsgebäuden. Das alte einklassige Schulhaus war in den 30er Jahren des 19. Jahrhunderts erbaut worden. Zuletzt wurden hier mehr als 70 Kinder unterrichtet.

## Verkehr
Das Dorf liegt an einer Nebenstraße, die von der Woiwodschaftsstraße 205 (Sławno–Darłowo (Rügenwalde)) abzweigt und nach Słowino (Schlawin) an der Landesstraße 37 (Karwice (Karwitz)–Darłowo) führt. Seit 1878 ist der Ort Bahnstation an der heutigen PKP-Linie Nr. 418 Darłowo–Sławno–Korzybie (Zollbrück).